# German Open 1958
Die German Open 1958 im Badminton fanden Anfang März 1958 in der Hans-Riegel-Halle in Bonn statt. Es war die vierte Auflage des Turniers. 

## Sieger und Platzierte
| Disziplin    | Gold                               | Silber                         | Bronze                              |
| ------------ | ---------------------------------- | ------------------------------ | ----------------------------------- |
| Herreneinzel | Ferry Sonneville                   | Bo Nilsson                     | Inge Blomberg                       |
| Herreneinzel | Ferry Sonneville                   | Bo Nilsson                     | Hugh Findlay                        |
| Dameneinzel  | Gisela Ellermann                   | Hannelore Schmidt              | Luise Schmitz                       |
| Dameneinzel  | Gisela Ellermann                   | Hannelore Schmidt              | Amy Pettersson                      |
| Herrendoppel | Hugh Findlay John Timperley        | Bo Nilsson Göran Wahlqvist     | Ferry Sonneville Jap Tjiang Beng    |
| Herrendoppel | Hugh Findlay John Timperley        | Bo Nilsson Göran Wahlqvist     | Knut Malmgren Olle Andersson        |
| Damendoppel  | Gisela Ellermann Hannelore Schmidt | Ann-Marie Prahl Amy Pettersson | Gunhild Scholz Luise Schmitz        |
| Damendoppel  | Gisela Ellermann Hannelore Schmidt | Ann-Marie Prahl Amy Pettersson | Elfriede Becker Liselotte Reinhardt |
| Mixed        | Bo Nilsson Amy Pettersson          | Knut Malmgren Ann-Marie Prahl  | Tom Heden Liselotte Reinhardt       |
| Mixed        | Bo Nilsson Amy Pettersson          | Knut Malmgren Ann-Marie Prahl  | B. Parulka Marlies Caspary          |

## Finalergebnisse
| Disziplin    | Sieger                             | Finalist                       | Ergebnis    |
| ------------ | ---------------------------------- | ------------------------------ | ----------- |
| Herreneinzel | Ferry Sonneville                   | Bo Nilsson                     | 15–11, 15–4 |
| Dameneinzel  | Gisela Ellermann                   | Hannelore Schmidt              | 11–6, 11–7  |
| Herrendoppel | Hugh Findlay John Timperley        | Bo Nilsson Göran Wahlqvist     | 15–11, 15–3 |
| Damendoppel  | Gisela Ellermann Hannelore Schmidt | Ann-Marie Prahl Amy Pettersson |             |
| Mixed        | Bo Nilsson Amy Pettersson          | Knut Malmgren Ann-Marie Prahl  |             |